# Apteropanorpa warra
Apteropanorpa warra jedna od zasada 4 poznate vrste kukca iz reda kljunarica, porodica Apteropanorpidae. Opisali su ga Palmer, Trueman & Yeates, 2007.
Vrsta Apteropanorpa warra raširena je na otoku Tasmanija, kao i ostale tri vrste Apteropanorpa evansi Byers & Yeates, 1999, Apteropanorpa hartzi Palmer, Trueman, & Yeates, 2007 i Apteropanorpa tasmanica Carpenter, 1941.